# Ментальный лексикон
Мента́льный лексико́н (англ. Mental lexicon) или внутренний лексикон» англ. internal lexicon) — термин, обозначающий, в широком смысле, то, как представлены и систематизированы слова в сознании человека. Введен в научный оборот двумя авторами: Энн Трисман в 1960 году и Ричардом Олдфилдом (англ. Richard C. Oldfield) в 1966 году. Общепринятого и точного значения этого термина на сегодняшний день нет. Данный термин употребляется в психологии (психолингвистике) и в когнитивных науках (когнитивной лингвистике).
Концепции «ментальный лексикон» посвящена научная конференция «International Conference on the Mental Lexicon» (проводится в Канаде раз в два года, с 1998 года), с 2009 года выходит научный журнал The Mental Lexicon (с 2010 года индексируется Scopus).